# Левицька Галина Олександрівна
Галина Олександрівна Левицька (нар. 19 квітня 1961, Прилуки, Чернігівська область) — українська дитяча письменниця, поетка.
Літературною творчістю займається з дитинства. Дипломантка поетичного конкурсу серед молоді Чернігівської області. Закінчила Київський інститут харчової промисловості. Мешкає в місті Ізяславі на Поділлі. Одружена, виховує семеро дітей. Позиціонує себе як християнка.

## Мережні ресурси
- Галина Левицька на Українській казці [Архівовано 27 січня 2010 у Wayback Machine.]
- Галина Левицька. Сад і хлопчик
- Галина Левицька. Християнські вірші для дітей
- Галина Левицька.http://mama19.foru.ru/
- Галина Левицька http://levut.avtor.me/ [Архівовано 3 лютого 2014 у Wayback Machine.]